# Hyposmocoma laysanensis
Hyposmocoma laysanensis — вид моли эндемичного гавайского рода Hyposmocoma. 

## Распространение
Широко распространён на острове Лайсан.

## Описание
Имаго моли H. argomacha имеет размах крыльев 5,2—7,7 мм.

### Личиночная стадия
Кокон гусеницы — белого или серого цвета, конической формы, длиной 4,5—6,0 мм, тонкий, декорирован песчинками и, возможно, гуано.